# Scăueni, Vâlcea
Scăueni este un sat în comuna Berislăvești din județul Vâlcea, Muntenia, România.